# Guldbaggegalan 2009
Guldbaggegalan 2008 var den 44:e upplagan och hölls på Cirkus i Stockholm 12 januari 2009 och direktsändes samtidigt i SVT. Totalt delades 15 guldbaggar ut, för prestationer inom svensk film 2008. Johan Glans var värd för galan för första gången. Björn Gustafsson var side-kick.

## Vinnare och nominerade
| Bästa film - Maria Larssons eviga ögonblick – Thomas Stenderup - De ofrivilliga – Erik Hemmendorff - Låt den rätte komma in – John Nordling och Carl Molinder | Bästa regi - Tomas Alfredson – Låt den rätte komma in - Jan Troell – Maria Larssons eviga ögonblick - Ruben Östlund – De ofrivilliga                                  |
| Bästa kvinnliga huvudroll - Maria Heiskanen – Maria Larssons eviga ögonblick - Lena Endre – Himlens hjärta - Cecilia Milocco – De ofrivilliga | Bästa manliga huvudroll - Mikael Persbrandt – Maria Larssons eviga ögonblick - Gustaf Skarsgård – Patrik 1,5 - Peter Stormare – Varg                                  |
| Bästa kvinnliga biroll - Maria Lundqvist – Himlens hjärta - Amanda Ooms – Maria Larssons eviga ögonblick - Marie Robertson – Rallybrudar | Bästa manliga biroll - Jesper Christensen – Maria Larssons eviga ögonblick - Torkel Petersson – Patrik 1,5 - Per Ragnar – Låt den rätte komma in                      |
| Bästa manuskript - John Ajvide Lindqvist – Låt den rätte komma in - Niklas Rådström, Agneta Ulfsäter-Troell och Jan Troell – Maria Larssons eviga ögonblick - Ruben Östlund och Erik Hemmendorff – De ofrivilliga | Bästa foto - Hoyte van Hoytema – Låt den rätte komma in - Marius Dybwad Brandrud – De ofrivilliga - Jan Troell och Mischa Gavrjusjov – Maria Larssons eviga ögonblick |
| Bästa dokumentärfilm - Maggie vaknar på balkongen – Mark Hammarberg, Ester Martin Bergsmark och Beatrice Maggie Andersson - En enastående studie i mänsklig förnedring – Patrik Eriksson - H:r Landshövding – Måns Månsson | Bästa kortfilm - Lögner – Jonas Odell - Dockpojken – Johannes Nyholm - Istället för Abrakadabra – Patrik Eklund                                                       |
| Bästa utländska film - Lust, Caution – Ang Lee - No Country for Old Men – Joel och Ethan Coen - There Will Be Blood – Paul Thomas Anderson | Hedersguldbaggen - Harriet Andersson, skådespelare |
| Gullspira - Georg Riedel, kompositör | Biopublikens pris - Arn – Riket vid vägens slut - Patrik 1,5 - Låt den rätte komma in                                                                                 |
| Guldbaggen för särskilda insatser - Matti Bye, kompositör för sin insats i Maria Larssons eviga ögonblick - Eva Norén, scenograf för sin insats i Lasse-Majas detektivbyrå – Kameleontens hämnd och Låt den rätte komma in - Per Sundström, Jonas Jansson och Patrik Strömdahl, ljudtekniker för sina insatser i Låt den rätte komma in | |